# 김은경 (1965년)
김은경(1965년 6월 7일 ~ )는 대한민국의 정당 당직자, 대학교수이다.
문재인 정부에서 금융감독원 부원장(금융소비자보호처장)에 임명되었다.

## 생애
1965년 6월 7일 출생하였다. 1984년 무학여자고등학교를 졸업하였고, 1990년 한국외국어대학교 법학 학사, 1992년 한국외국어대학교 법학 석사 학위를 취득했다. 1999년 독일 만하임대학교에서 법학 박사 학위를 받았다.
2006년 3월부터 한국외국어대학교 법학전문대학원 교수로 재직 중이다.
금융위원회 공적자금관리위원회 매각소위 위원, 금융위원회 법령해석심의위원회 위원, 금융위원회 옴부즈만, 금융감독원 분쟁조정위원회 조정위원, 금융감독원 제재심의위원회 위원으로 활동했다.
2018년 문재인 정부에서 대통령비서실(통칭 청와대)에서 감사원 감사위원으로 추천하였다. 그러나 당시 감사원장은 김은경이 2015년 문재인이 새정치민주연합 대표를 지내던 시절 당무감사위원을 지냈던 것을 문제 삼아 '정치색이 있는 사람은 감사위원이 될 수 없다'고 반려했다.
2020년 3월 4일 금융감독원 금융위원회 제4차 정례회의에서 금융감독원장의 제청에 따라 금융위원회위원장 은성수에 의하여 금융감독원 부원장(금융소비자보호처장)에 임명되었다. 금융감독원은 김헌수 교수를, 금융위원회는 김용재 교수를 지지하였으나 대통령 측은 김은경을 지명했다.
김은경은 2020년 3월 9일부터 3년 임기의 부원장 직을 수행한 후 2023년 3월 8일 퇴직하였다.
더불어민주당 혁신위원장 재직 중 2023년 7월 30일 서울 성동구에서 열린 ‘2030세대 청년 좌담회’에서 “미래 짧은 분들이 왜 1인 1표”라는 취지의 여명 비례 투표를 주장했다. 김은경은 위 자리에서 “스물두 살 둘째 아들이 중학교 1학년인지 2학년일 때 ‘왜 나이 든 사람들이 우리 미래를 결정해’라고 질문했다”며 “평균 연령을 얼마라고 봤을 때 여명에 비례적으로 투표해야 한다는 것”이라고 말했다. 그러면서 김은경은 “되게 합리적이지”라고 청중에게 물었다. 이어 “민주주의 국가에서는 1인 1표라 현실적으로 어려움이 있지만 맞는 말이다. 왜 미래가 짧은 분들이 1 대 1 표결을 해야 하느냐”고 덧붙였다.